# BBK/BRNK
BBK/BRNK (ブブキ・ブランキ?, Bubuki Buranki) è una serie televisiva anime prodotta dalla Sanzigen per commemorare il decimo anniversario dello studio. Diretta da Daizen Komatsuda ed acquistata in Italia da Yamato Video, è stata trasmessa in Giappone tra il 9 gennaio e il 26 marzo 2016. Una seconda stagione è andata in onda dal 1º ottobre al 17 dicembre 2016.

## Trama
Tornato in Giappone dopo esser stato all'estero per dieci anni, Azuma Kazuki viene attaccato e imprigionato da uno sconosciuto gruppo armato. A salvarlo è una sua amica d'infanzia, Kogane Asabuki, la quale usa un'arma senziente chiamata Bubuki. Azuma, diventato anch'egli un utilizzatore di Bubuki, inizia un lungo viaggio con Kogane e altri compagni per trovare e risvegliare Oumai, un Buranki (gigante).

## Personaggi
Azuma Kazuki (一希 東?, Kazuki Azuma)
Doppiato da: Yūsuke Kobayashi
Kogane Asabuki (朝吹 黄金?, Asabuki Kogane)
Doppiata da: Ari Ozawa
Hiiragi Nono (野々 柊?, Nono Hiiragi)
Doppiato da: Sōma Saitō
Kinoa Ōgi (扇 木乃亜?, Ōgi Kinoa)
Doppiata da: Shizuka Ishigami
Shizuru Taneomi (種臣 静流?, Taneomi Shizuru)
Doppiata da: Mikako Komatsu
Reoko Banryū (万流 礼央子?, Banryū Reoko)
Doppiata da: Megumi Han
Shūsaku Matobai (的場井 周作?, Matobai Shūsaku)
Doppiato da: Kenjirō Tsuda
Zetsubi Hazama (間 絶美?, Hazama Zetsubi)
Doppiata da: Yōko Hikasa
Sōya Arabashiri (新走 宗也?, Arabashiri Sōya)
Doppiato da: Subaru Kimura
Akihito Tsuwabuki (石蕗 秋人?, Tsuwabuki Akihito)
Doppiato da: Kazuyuki Okitsu

## Produzione
L'anime è stato annunciato ufficialmente il 10 novembre 2015 sulla rivista Newtype della Kadokawa Shoten. La serie televisiva, prodotta dalla Sanzigen per la regia di Daizen Komatsuda, è andata in onda dal 9 gennaio al 26 marzo 2016. Le sigle di apertura e chiusura sono rispettivamente Beat your Heart di Konomi Suzuki e Anger/Anger dei Myth & Roid. In Italia la serie è stata resa disponibile su Popcorn TV da Yamato Video, mentre in altre parti del mondo gli episodi sono stati trasmessi in streaming, in contemporanea col Giappone, da Crunchyroll. In Australia e Nuova Zelanda, invece, i diritti sono stati acquistati dalla Madman Entertainment per AnimeLab.
Una seconda stagione anime, intitolata Bubuki Buranki: hoshi no kyojin (ブブキ・ブランキ 星の巨人?), è stata trasmessa tra il 1º ottobre e il 17 dicembre 2016. Le sigle di apertura e chiusura sono Reirō taru junketsu wa 'kōen' no kairai o hayarase, gyōten ni kirameku akashi o kizamu. (玲瓏たる純潔は『紅炎』の傀儡を疾らせ、暁天に燦めく証を刻む。?) di Megumi Han e So Beautiful ;- ) di Mikako Komatsu. In varie parti del mondo gli episodi sono stati trasmessi in streaming, in contemporanea col Giappone, da Crunchyroll.

### Episodi
| Nº                                     | Giapponese 「Kanji」 - Rōmaji           | In onda          | In onda |
| Nº                                     | Giapponese 「Kanji」 - Rōmaji           | Giapponese       |         |
| BBK/BRNK (12 episodi)                  |                                         |                  |         |
| 1                                      | 「魔女の息子」 - Majo no musuko         | 9 gennaio 2016   |         |
| 2                                      | 「炎の巨人」 - Honō no kyojin           | 16 gennaio 2016  |         |
| 3                                      | 「心臓と手足」 - Shinzō to teashi       | 23 gennaio 2016  |         |
| 4                                      | 「右手と拳銃」 - Migite to kenjū        | 30 gennaio 2016  |         |
| 5                                      | 「剣と指輪」 - Ken to yubiwa            | 6 febbraio 2016  |         |
| 6                                      | 「灰色の宝石」 - Haiiro no hōseki       | 13 febbraio 2016 |         |
| 7                                      | 「首なし巨人」 - Kubi nashi kyojin      | 20 febbraio 2016 |         |
| 8                                      | 「止まった心臓」 - Tomatta shinzō       | 27 febbraio 2016 |         |
| 9                                      | 「拳と拳」 - Kobushi to kobushi         | 5 marzo 2016     |         |
| 10                                     | 「砕かれる心臓」 - Kudakareru shinzō    | 12 marzo 2016    |         |
| 11                                     | 「不死の少女」 - Fushi no shōjo         | 19 marzo 2016    |         |
| 12                                     | 「宝島の少年」 - Takarajima no shōnen   | 26 marzo 2016    |         |
| BBK/BRNK: hoshi no kyojin (12 episodi) |                                         |                  |         |
| 13                                     | 「黒い王舞」 - Kuro ōmai                | 1º ottobre 2016  |         |
| 14                                     | 「にせものの心臓」 - Nisemono no shinzō | 8 ottobre 2016   |         |
| 15                                     | 「右手の傷」 - Migite no kizu           | 15 ottobre 2016  |         |
| 16                                     | 「狩人の銃弾」 - Kariudo no jūdan       | 22 ottobre 2016  |         |
| 17                                     | 「要塞島」 - Yōsai shima                | 29 ottobre 2016  |         |
| 18                                     | 「蝶と死刑台」 - Chō to shikei-dai      | 5 novembre 2016  |         |
| 19                                     | 「兄と妹」 - Ani to imōto               | 12 novembre 2016 |         |
| 20                                     | 「反逆する手足」 - Hangyaku suru teashi | 19 novembre 2016 |         |
| 21                                     | 「白鳥の歌」 - Hakuchō no uta           | 26 novembre 2016 |         |
| 22                                     | 「目覚める彗星」 - Mezameru suisei      | 3 dicembre 2016  |         |
| 23                                     | 「星の巨人」 - Hoshi no kyojin          | 10 dicembre 2016 |         |
| 24                                     | 「冒険者たち」 - Bōkensha-tachi         | 17 dicembre 2016 |         |